# Cerkiew Podwyższenia Krzyża Świętego w Kramarzówce
Cerkiew Podwyższenia Krzyża Świętego w Kramarzówce − parafialna cerkiew greckokatolicka, znajdująca się w Kramarzówce, zbudowana w 1790.
W 1947 cerkiew przejęta i użytkowana do 2000 przez Kościół rzymskokatolicki. Od 2000 po wybudowaniu nowego kościoła nieczynna kultowo i opuszczona.
Świątynię wpisano w 1986 do rejestru zabytków.

## Historia obiektu
Cerkiew w Kramarzówce istniała już na początku XVI w. Obecną świątynię zbudował w 1790 ówczesny właściciel wsi Ignacy Smulski jako kaplicę dworską. W latach późniejszych przekształcona została na parafialną cerkiew greckokatolicką. Była remontowana w 1889, 1932 i w 1970. Pod koniec okresu międzywojennego w Kramarzówce mieszkało około 600 Ukraińców, których wysiedlono w 1947 na ziemie zachodnie.

## Architektura i wyposażenie
Budowla murowana, orientowana jednonawowa. Trójdzielna, prezbiterium zamknięte trójbocznie z zakrystią od południa, przy nawie od południa kaplica z ołtarzem. Od frontu do babińca dobudowany prawdopodobnie w 1932 przedsionek nakryty dachem dwuspadowym. Dachy dwuspadowe z kwadratową wieżyczką nad nawą z sygnaturką i hełmem w kształcie iglicy. Wokół sanktuarium potężne przypory. 

## Wokół cerkwi
Obok świątyni znajduje się murowana dzwonnica z magazynkiem z trzema arkadami u góry z końca XVIII w.

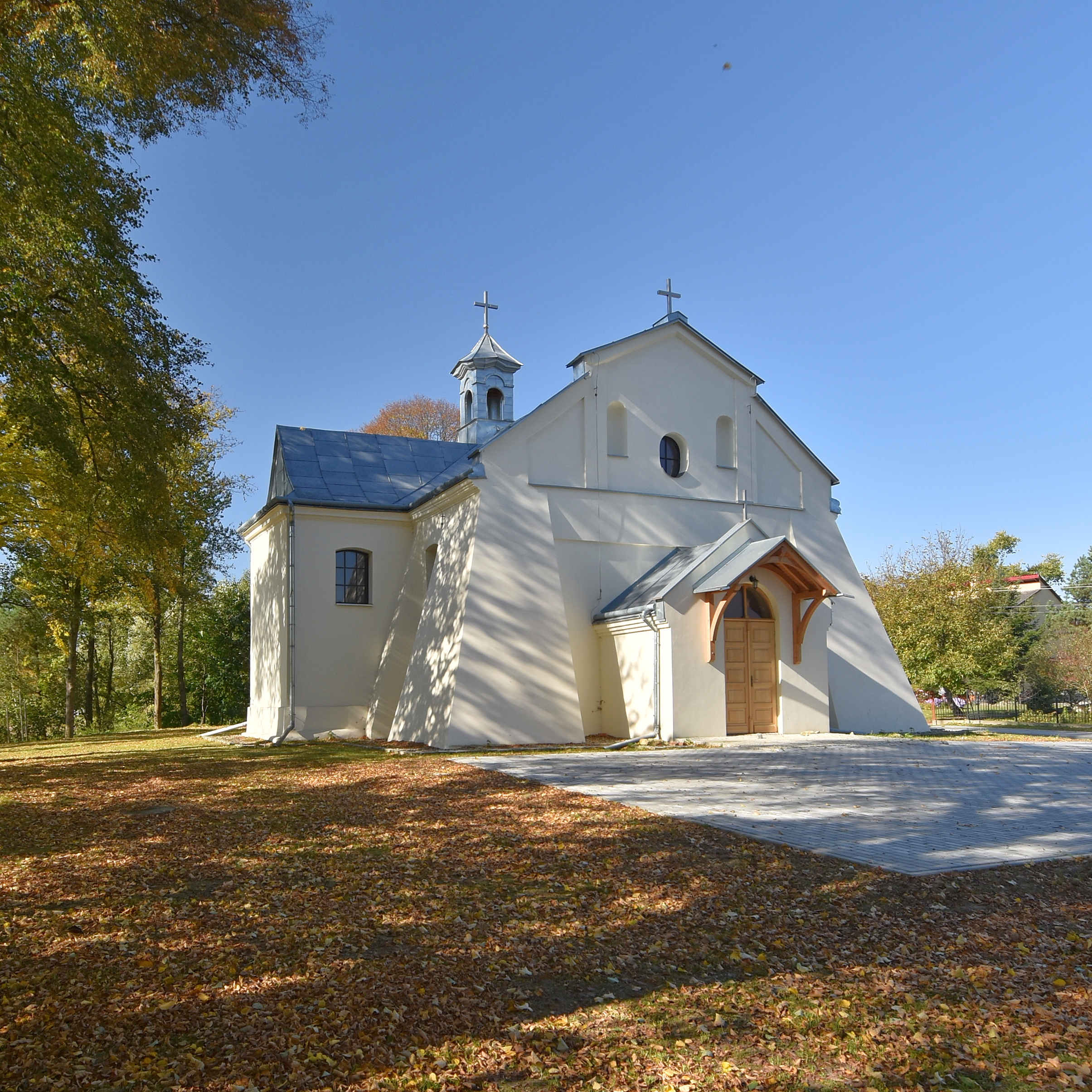
Elewacja frontowa
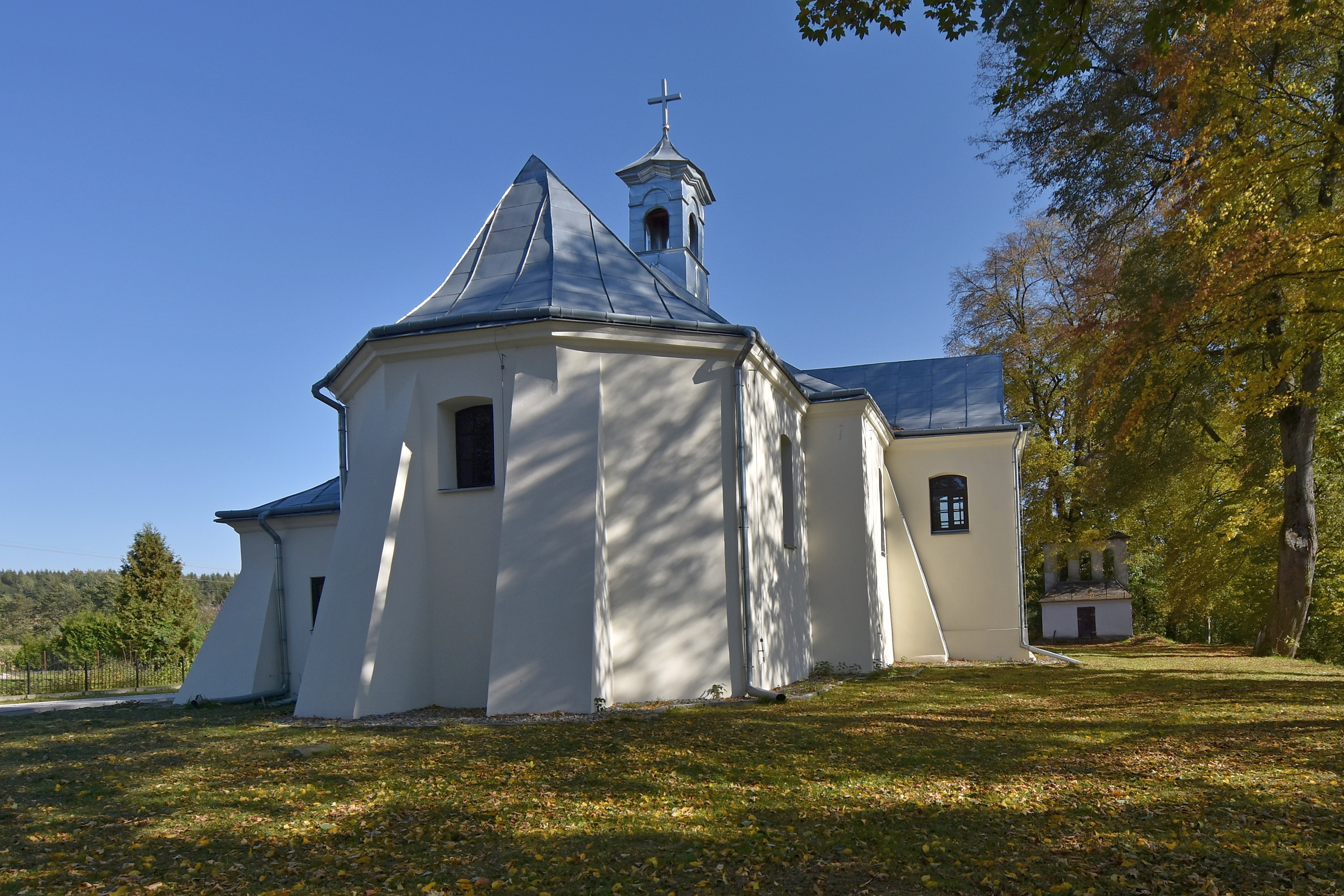
Widok od strony prezbiterium
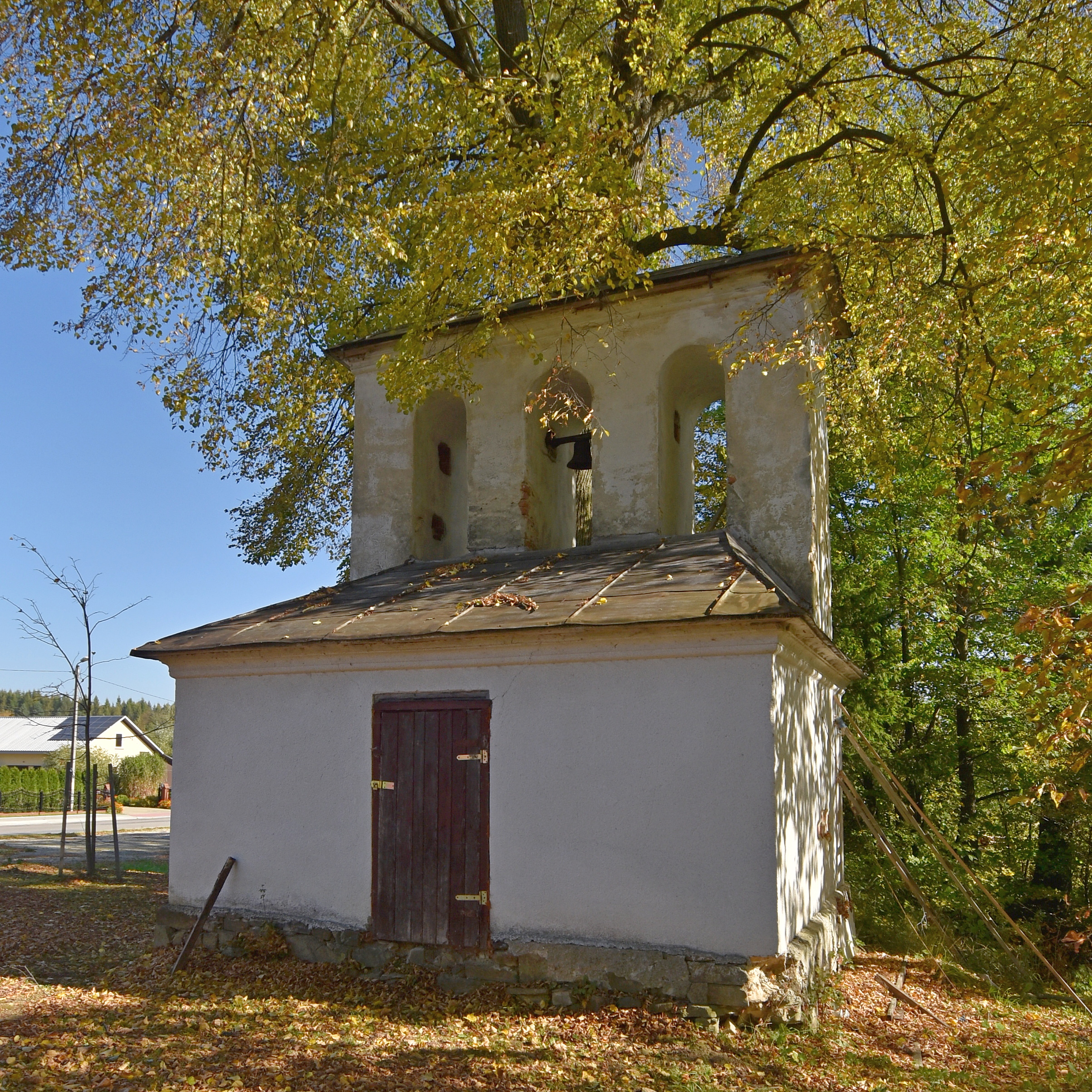
Dzwonnica